# Wijnbergen (Doetinchem)
Wijnbergen is een wijk van Doetinchem in de Nederlandse provincie Gelderland en een buurtschap in het zuiden van de gemeente Doetinchem en in het noordoosten van de gemeente Montferland. Er wonen in de langs de rivier de Oude IJssel gelegen buurtschap enkele honderden mensen, maar er is een nieuwe grote woonwijk in het Doetinchemse deel van Wijnbergen in aanbouw. In het Montferlandse deel van Wijnbergen ligt een klein kasteeltje, de Kemnade, direct aan de oevers van de Oude IJssel en het Waalse Water.
De naam van de adellijke familie Van Wijnbergen gaat terug op deze buurtschap.
Aan een grenssteen is te zien waar de grens tussen Doetinchem en de voormalige gemeente Bergh liep. Daar verandert tevens de naam van de weg: Doetinchemseweg op voormalig Berghs gebied en Wijnbergseweg in Doetinchem. De grenssteen stak oorspronkelijk zeker 1½ meter boven het maaiveld uit maar doordat er steeds een nieuwe asfaltlaag op de weg is gekomen, is de lengte boven het maaiveld beduidend kleiner geworden. De grenssteen is een gemeentelijk monument.
Het Montferlandse is qua oppervlakte ongeveer even groot, maar in tegenstelling tot het Doetinchemse deel is het maar dunbevolkt. Er wonen ongeveer 100 mensen. Dit deel van Wijnbergen heeft echt het karakter van een buurtschap. In vroegere tijden had Wijnbergen overigens geen straatnamen, alleen huisnummers. Dus Wijnbergen 1, Wijnbergen 2, etc.

## Twee Wijnbergens
Wijnbergen is opgedeeld in een Doetinchems deel en een deel van de gemeente Montferland. Sinds 1984 is Rijksweg 15 de grens tussen beide delen. Later kreeg deze weg de naam A18. Het Pieterpad (LAW 9) kwam tot 2010 door beide delen en voert langs een school die in 1881 is ontworpen door Alfred Tepe. Thans maakt deze school onderdeel uit van het industrieterrein Wijnbergen in Doetinchem. Dit industrieterrein loopt door tot aan de gemeentegrens. Dit deel van Wijnbergen is het grootst, en had tot voor enkele jaren een dorps karakter. Er staat ook een rooms-katholieke kerk, de Sint-Martinuskerk aan de Doetinchemse weg.

## Plan Wijnbergen
Het is de bedoeling dat ten zuiden van de Doetinchemse wijk De Hoop 1000 woningen worden gebouwd om meer mensen te huisvesten in de gemeente Doetinchem. In de eerste helft van 2009 is er een discussie geweest om Wijnbergen als locatie aan te wijzen voor de bouw van het nieuwe stadion voor De Graafschap. Uit de discussie en het onderzoek door de gemeente Doetinchem blijkt dat de grond in Wijnbergen te duur is voor een nieuw stadion. Het plan om het stadion in Wijnbergen te plaatsen gaat daardoor waarschijnlijk niet door. Waarschijnlijk wordt het nieuwe Graafschapstadion gebouwd op een bedrijventerrein aan de A18 in de plaats Wehl. In plaats van de bouw van het stadion worden de oorspronkelijke plannen uitgevoerd. In het midden en westen van Wijnbergen komen 750 woningen met een traditioneel uiterlijk. In het deelgebied Het Oosten van de woonwijk Wijnbergen wordt een ecologische woonwijk gerealiseerd met 200 woningen.

## Religie

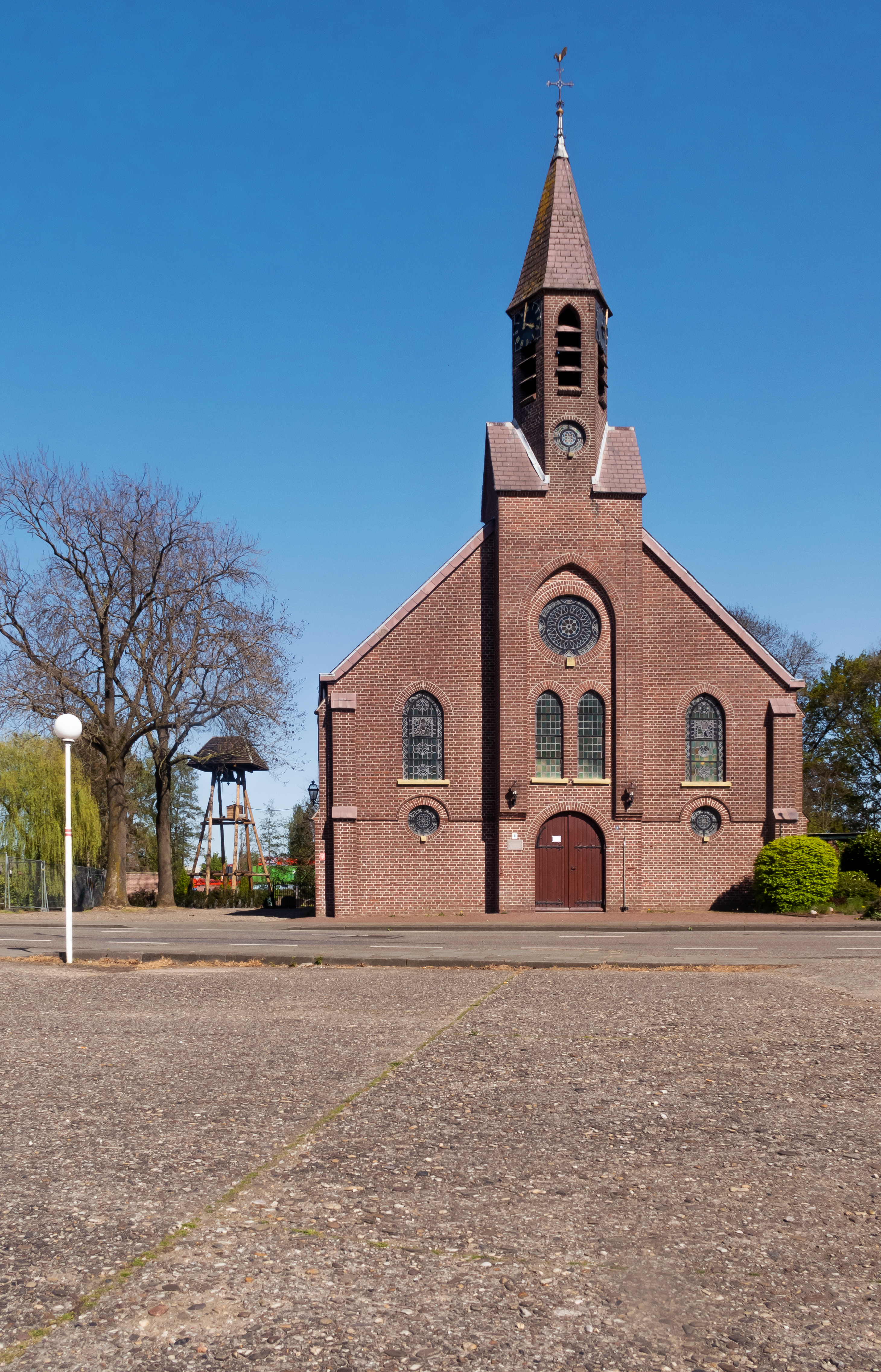
Wijnbergen, Sint Martinuskerk

De Sint-Martinuskerk van Wijnbergen is een gemeentelijk monument, evenals de naastgelegen pastorie. Naast de ingang hangt een plaquette van de ANWB met de tekst: "Sint. Martinuskerk. Oorspronkelijke kapel, in 1728 gebouwd op de grens van het voormalige (katholieke) graafschap Bergh en (hervormd) Gelderland. In 1776 door nieuwbouw vervangen. De aan Sint Martinus gewijde kerk werd in 1910 vergroot en van een torenspits voorzien. Het dorp Wijnbergen dankt aan deze kerk zijn ontstaan".